# Manfred Maussner
Manfred Maussner (auch Maußner, * 1938 in Nürnberg; † 20. Dezember 2008 in Tiefenbach) war ein deutscher Kunstmaler.

## Vita
Maussner wurde 1938 in Nürnberg geboren. Er studierte an den Kunstakademien in Nürnberg und Amsterdam und war viele Jahre als Kunsterzieher tätig. Er lebte und arbeitete in Immenstadt im Allgäu und war verheiratet mit der Künstlerin Edith Baumann.

## Weitere Tätigkeiten
Manfred Maussner war von 1994 bis 2005 Vorsitzender im Berufsverband Bildender Künstler (BBK) Schwaben-Süd. Er organisierte Ausstellungen, rief Themenausstellungen und Ateliertage ins Leben und war Mitgründer der Kunstausstellung Die Südliche. Ferner war er 2008 (mit Kulturreferent Harald Dreher) Initiator und Organisator der 1.Internationalen Mail-ART-Ausstellung im Literaturhaus Allgäu.

## Stil
Neben Radierungen früherer Jahre konzentrierte er sich seit Jahren auf Farbholzschnitte, wo er archaische Zeichen, persönliche Chiffren, Elemente der Architektur und der Natur kombinierte und farblich fein abstimmte.

## Auszeichnungen und Preise
- 1967: Graphikpreis Haarlem (Holland)
- 1987: Graphikpreis salon des arts, Saverne (Frankreich)
- 1998: Alfred-Oberpaur-Kunstpreis, Kempten
- 2004: Kollegenpreis des BBK

## Ausstellungen
Maussner hatte zahlreiche Einzel- und Gruppenausstellungen in Holland, Österreich, Italien, Spanien, England, Frankreich, sowie im Bundesgebiet.
Ferner stellte er seine Arbeiten bei der Kunstausstellung Die Südliche jährlich von 2003 bis 2008 aus.

## Arbeiten im öffentlichen Besitz
Museum der Stadt Füssen, Städtische Sammlungen in Kempten, Saverne, Bayerische Staatsgemäldesammlungen München, Landkreis Oberallgäu